# Streptosolen

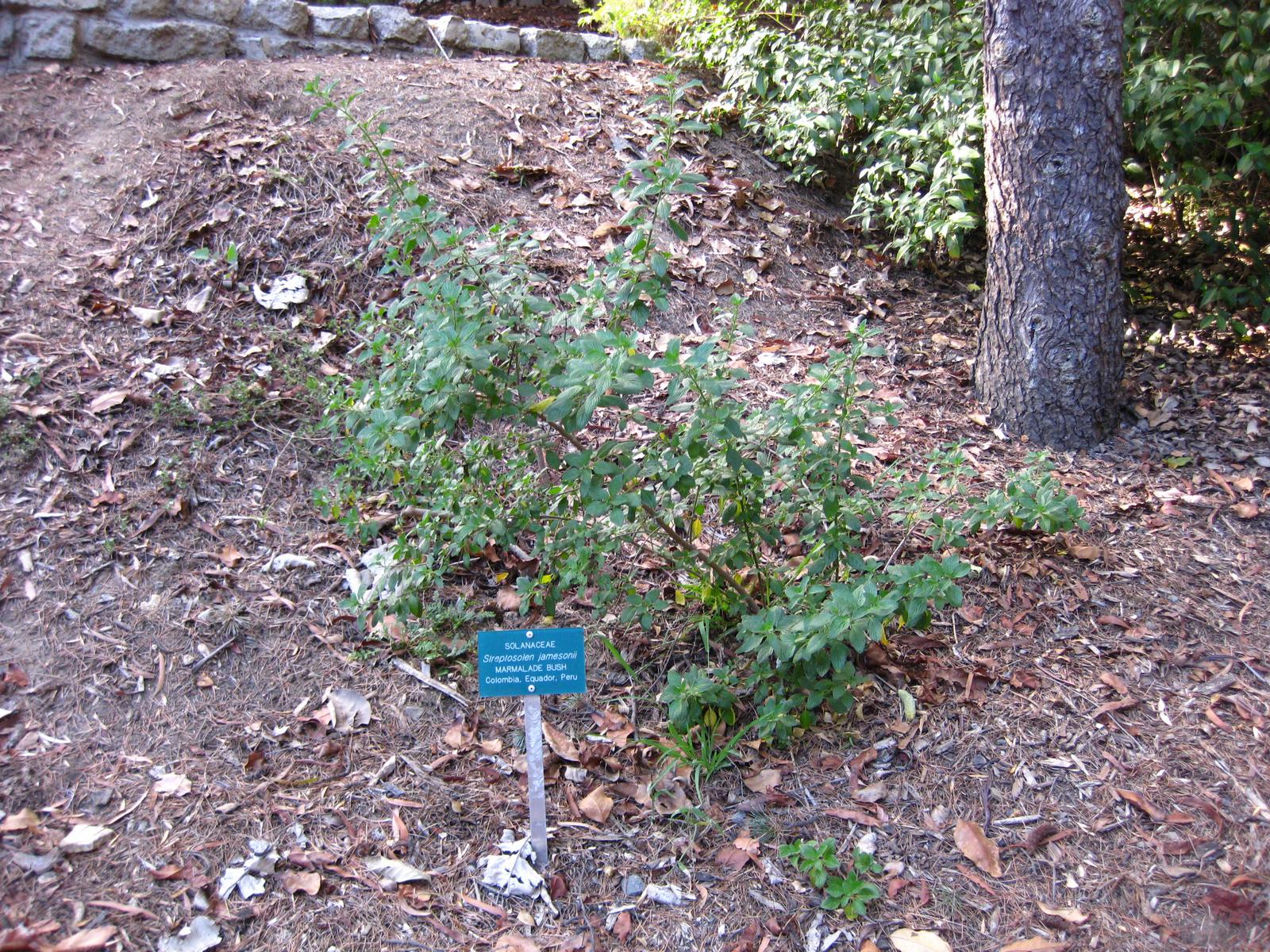
Hábito da planta.

Streptosolen é um género monotípico de plantas com flor pertencente à subfamília Cestroideae da família Solanaceae, cuja única espécie é Streptosolen jamesonii, natural da Colômbia, Equador, Peru e Venezuela. A espécie, conhecida pelo nome comum de marianinha, é usada como planta ornamental.

## Descrição
Streptosolen jamesonii é um arbusto perene que produz numerosas flores agrupadas. Os caules são robustos e esplêndidos, chegando a alcançar 1-2 metros de altura. As folhas são ovaladas ou elípticas de coloração verde-escuro.
As flores são tubulare,s de 3–4 cm de comprimento, com pétalas lobuladas, que mudam gradualmente de coloração de amarelo a vermelho, tendo a aparência de marmelada de laranja.
Frequentemente utilizada como planta ornamental, esta planta obteve o prémio Award of Garden Merit da Royal Horticultural Society.
A espécie Streptosolen jamesonii foi descrita por (Benth.) Miers e publicado em Annals and Magazine of Natural History, ser. 2 5: 209. 1850.
A espécie é por vezes referido pelo seu sinónimo taxonómico Browallia jamesonii Benth.